# الدوري السلوفيني لكرة القدم 1929–30
الدوري السلوفيني لكرة القدم 1929–30 هو موسم من الدوري السلوفيني لكرة القدم ‏. فاز فيه ND Ilirija 1911 ‏.